# Trioza proxima
Trioza proxima är en insektsart som beskrevs av Flor 1861. Trioza proxima ingår i släktet Trioza och familjen spetsbladloppor. Inga underarter finns listade i Catalogue of Life.